# 수리류

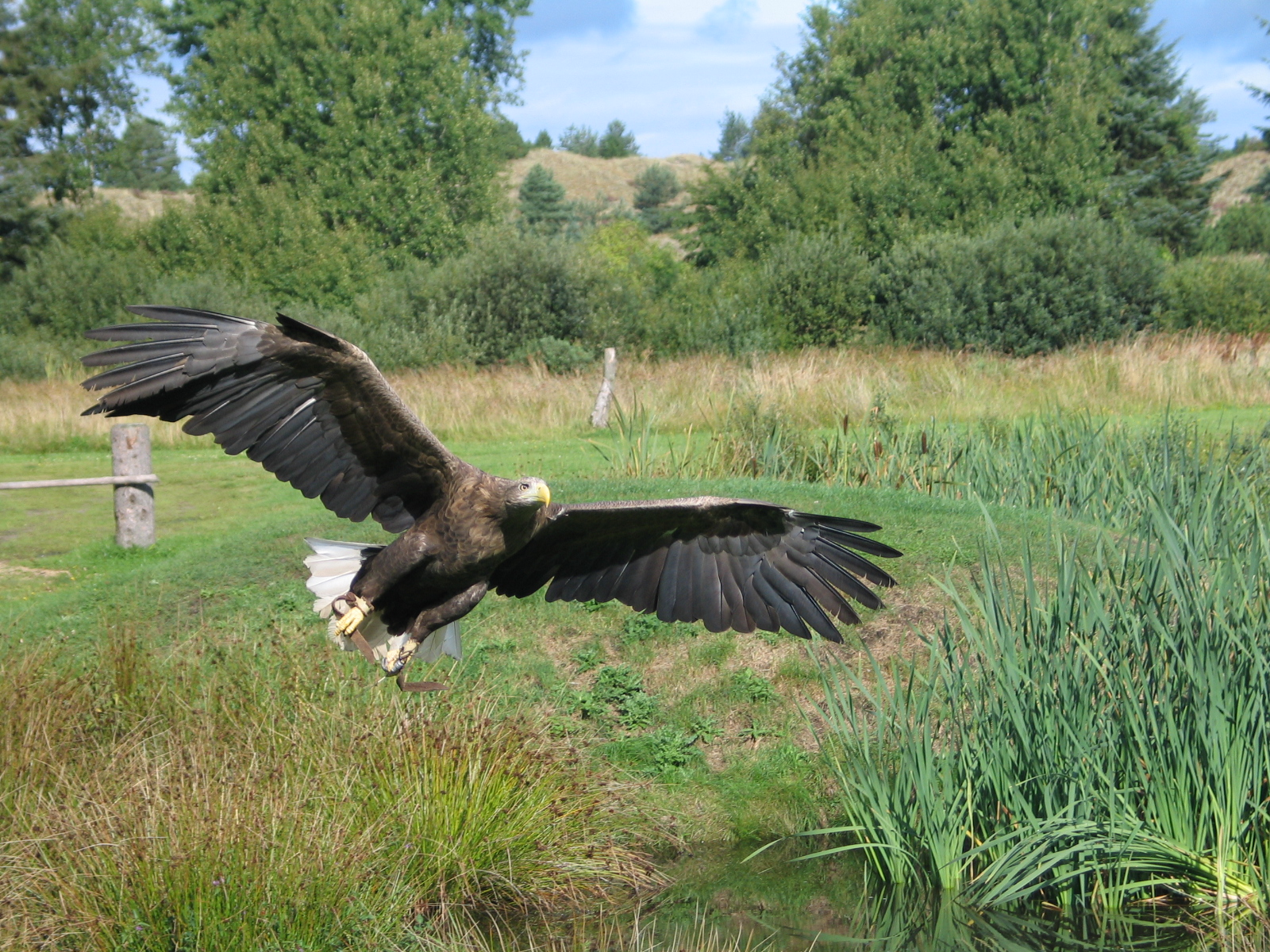
비행중인 흰꼬리수리

수리(eagle)란 대형 맹금류 일부를 통칭하는 통상명이다. 수리목 수리과의 맹금류들이 수리(eagle)라는 이름으로 불린다. 유라시아와 아프리카에 60종 이상의 수리류가 서식한다.
미국 (흰머리수리) 대통령과 연방정부기관 문장, 폴란드 몽골(흰꼬리수리)나라문장 국조 그리고 이집트 카자흐스탄 (초원수리), 몰도바, 멕시코 등의 국기에 수리(eagle)가 들어가 있고 유럽에서도 로마제국 신성로마제국 프로이센왕국 오스트리아-헝가리 제국 독일제국 러시아제국 (검수리)의 황제의 상징이 되었다.

## 같이 보기
- 독수리
- 독수리류